# Xu Tingting (Leichtathletin)
Xu Tingting (chinesisch 徐婷婷; * 12. Juli 1989) ist eine ehemalige chinesische Leichtathletin, die sich auf den Dreisprung spezialisiert hat.

## Sportliche Laufbahn
Ihren einzigen internationalen Einsatz hatte Xu Tingting im Jahr 2009, als sie bei den Asienmeisterschaften in Guangzhou mit einer Weite von 14,11 m die Silbermedaille hinter der Kasachin Olga Rypakowa gewann. Sie setze ihre Karriere dann bis ins Jahr 2014 fort und beendete ihre sportliche Laufbahn im Alter von 25 Jahren.
2008 wurde Xu chinesische Meisterin im Dreisprung.

## Persönliche Bestleistungen
- Dreisprung: 14,15 m (−0,2 m/s), 12. Oktober 2008 in Shijiazhuang
  - Dreisprung (Halle): 13,95 m, 26. Januar 2008 in Shanghai